# Башнакова, Никалина
Никалина Башнакова (род. 29 марта 1998, Брест) — азербайджанская волейболистка. Доигровщица. Игрок ЖВК «Абшерон» и сборной Азербайджана.

## Карьера
Родилась 29 марта 1998 года. Играла в волейбол с 9 лет. Начала играть в волейбол в 2007 году в Венгрии. Играла за несколько молодёжных клубов.
С 2011 года играла за «Игтисадчи».
30 сентября 2015 года подписала контракт с «Азеррейл».   
Играла за команду «Бурса» (Турция). С командой выступала в Кубке Челлендж.
Выступала в чемпионате Венгрии. Сезон 2021/2022 провела в «МСМ Диамант» (Капошвар). 
С сезона 2022/2023 выступала за  «Сент Бенедек» (Будапешт).
В августе 2022 года участвовала в V Играх исламской солидарности.  
23 июля 2023 года подписала контракт с «Паллаволо Валлекамоника Себино» (Коста-Вольпино), выступавшей в сезоне 2023/2024 в Серии A2.
3 сентября 2024 года подписала контракт с ЖВК «Абшерон». В сезоне 2024/2025 завоевала серебряные медали. По итогам сезона вошла в «Dream team» (символическую сборную) сезона.
С командой выиграла Кубок Азербайджана 2024.
Выступала за юниорскую сборную Азербайджана.
Член сборной Азербайджана.

## Достижения
- Серебряный призёр чемпионата Азербайджана 2024/2025[9]
- Обладатель Кубка Азербайджана 2024[12][17]